# Roncus giganteus
Roncus giganteus är en spindeldjursart som beskrevs av Volker Mahnert 1973. Roncus giganteus ingår i släktet Roncus och familjen helplåtklokrypare. Inga underarter finns listade i Catalogue of Life.